# 5670 (année hébraïque)
5670 (hébreu : ה'תר"ע , abbr. : תר"ע) est une année hébraïque qui a commencé à la veille au soir du 16 septembre 1909 et s'est finie le 3 octobre 1910. Cette année a compté 383 jours. Ce fut une année embolismique dans le cycle métonique, avec deux mois de Adar - Adar I et Adar II. Ce fut une année de chemitta.

## Calendrier
Ce calendrier hébraïque de l'année 5670 donne les correspondances avec les dates du calendrier grégorien.
Le premier nombre dans chaque case correspond au jour du mois hébraïque. Les jours en couleurs sont des jours remarquables juifs .
| ◄◄ | 5670 | ►► |

## Naissances
- Giorgio Perlasca
- Moshe Czerniak

## Décès
- Naftali Hertz Imber
- Eliezer Gordon

5665 - 5666 - 5667 - 5668 - 5669 - 5670 - 5671 - 5672 - 5673 - 5674 - 5675